# 朗吕
朗吕（法語：Ranrupt，法語發音：[ʁɑ̃ʁy]）是法国下莱茵省的一个市镇，属于莫尔塞姆区。

## 地理
朗吕（48°22'28"N, 7°11'54"E）面积14.68 平方千米，位于法国大東部大區下莱茵省，该省份为法国大陆部分最东部的省份，是阿尔萨斯的一部分，今与上莱茵省组成了阿尔萨斯欧洲集体，其南至上莱茵省，西南接孚日省和默尔特-摩泽尔省，西接摩泽尔省，北与德国接壤。
与朗吕接壤的市镇（或旧市镇、城区）包括：贝勒福斯、布吕什堡、科尔鲁瓦拉罗什、斯泰日、于尔贝。

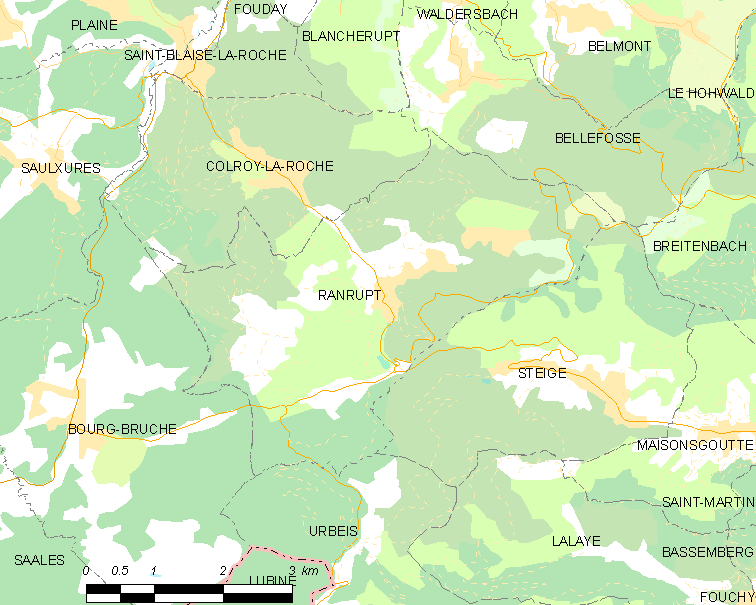
朗吕的OSM定位图

朗吕的时区为UTC+01:00、UTC+02:00（夏令时）。

## 行政
朗吕的邮政编码为67420，INSEE市镇编码为67384。

## 政治
朗吕所属的省级选区为米齐格县。

## 人口

1962-2008年间朗吕人口变化图示

朗吕于2022年1月1日时的人口数量为308人。